# Ozolsala (przystanek kolejowy)
Ozolsala (ros. Озолсала) – przystanek kolejowy w pobliżu miejscowości Ozolsala, w gminie Krustpils, na Łotwie. Leży na linii Ryga - Dyneburg.